# Eau Claire (Calgary)
Le quartier d' Eau Claire à Calgary, Alberta, Canada est situé immédiatement au nord du centre - ville et au sud de la rivière Bow et au nord de la 4e avenue. Un mélange de condominiums riverains, de boutiques, de restaurants, d'hôtels, d'une grande place publique et d'un parc urbain fait d'Eau Claire l'un des quartiers les plus populaires de Calgary. Le quartier des festivals de la ville est contenu dans Eau Claire.
La zone, qui a été développée à partir de terrains industriels récupérés, fait face à la rivière Bow et se trouve immédiatement au nord de la 3e avenue sud. Au nord d'Eau Claire se trouve Prince's Island Park, un grand parc urbain sur une île de la rivière Bow et le site de nombreux festivals d'été, dont le Calgary Folk Music Festival, Carifest, Shakespeare in the Park, et divers événements de rue . Au sein d'Eau Claire se trouve le marché d'Eau Claire et une variété de pubs et de restaurants. Il est également situé sur le vaste réseau de sentiers et de sentiers piétonniers de la ville, le long du sentier de la rivière Bow .

## Histoire
Le nom Eau Claire vient de l'une des industries originales de Calgary - une scierie transplantée d' Eau Claire, dans le Wisconsin, et composée principalement d'ouvriers norvégiens. La zone sur les rives de la rivière Bow a été choisie en 1886 pour son accès facile aux bois tombés. La communauté a ensuite été nommée pour la Eau Claire Lumber Company.
La Plaza Eau Claire, au cœur du quartier des festivals, subit actuellement une modernisation et un réaménagement majeurs pour mieux l'intégrer à la ville, à l' Île du Prince, au marché Eau Claire, au centre commercial Barclay et aux autres hôtels, restaurants et commerces environnants. La communauté a mis en place un plan de réaménagement de la zone.

## Démographie
Lors du recensement municipal de 2012 de la ville de Calgary, Eau Claire comptait une population de 1 851 habitants dans 1 328 logements, une augmentation de 8,2% par rapport à sa population de 1 711 2011. Avec une superficie de 0,5 km2 (0,1930510795 mi2)  , il avait une densité de population de3 700/km2 (9 600/sq mi)   en 2012. 
Les résidents de cette collectivité avaient un revenu médian du ménage de 80 210 $ en 2000, et 21,8% de résidents à faible revenu vivaient dans le quartier. En 2000, 32,7% des résidents étaient des immigrants . Une proportion de 98% des immeubles étaient des copropriétés ou des appartements, et 38,7% des logements étaient destinés à la location.
Elle est représentée au conseil municipal de Calgary par le conseiller du quartier 7.

## Marché Eau Claire

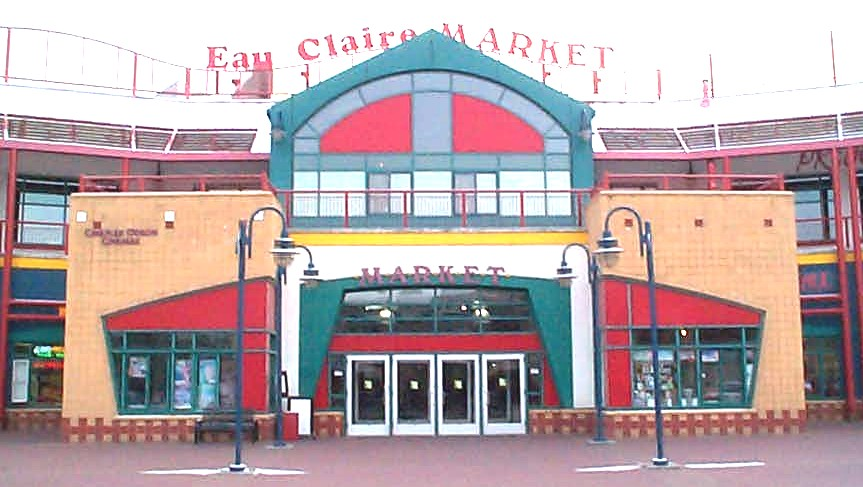
Marché Eau Claire

Le marché Eau Claire est le point central du quartier. Il se trouve immédiatement au sud de la rivière Bow et a été construit sur un ancien terrain industriel. Le centre commercial abrite plusieurs boutiques et galeries uniques et uniques, un multiplex Cineplex Odeon à six écrans, une aire de restauration et plusieurs restaurants. Pour coïncider avec la reconfiguration d'Eau Claire Plaza, des plans sont actuellement en cours d'élaboration pour démolir et reconstruire complètement le marché qui a perdu de sa popularité ces dernières années. Le nouveau marché répondra probablement à une population plus large et plus diversifiée afin de mieux desservir la communauté résidentielle dans son ensemble. Le marché réaménagé clôturera l'entrée de la future station souterraine 2 Street SW, qui fait partie de la Calgary Green Line . S'inspirant de la conception de la bibliothèque centrale, l'extrémité nord du marché comprendra un portail tunnel intégré dans le bâtiment, menant le CTrain au centre-nord de Calgary via un nouveau pont sur la rivière Bow. La construction de la station devrait commencer en 2024.